# Sloka Gora
Sloka Gora je naselje v Občini Velike Lašče.